# Phöben
Phöben ist ein Ortsteil der Stadt Werder (Havel) im Landkreis Potsdam-Mittelmark in Brandenburg.

## Geographische Lage

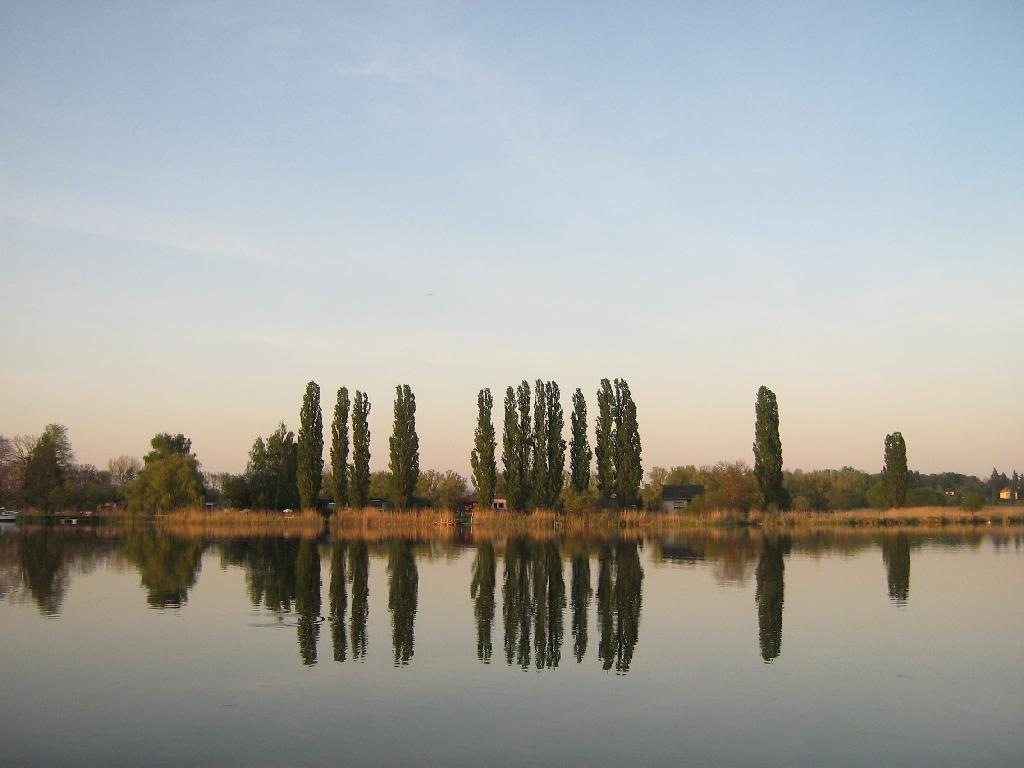
Die Havel bei Phöben

Phöben liegt im nordwestlichen Teil des Stadtgebietes von Werder (Havel) am Nordhang des 84 m hohen Wachtelberges unmittelbar an der Havel. Es grenzt im Norden an Schmergow (Ortsteil der Gem. Groß Kreutz) und an Töplitz (Ortsteil der Stadt Werder (Havel)), im Osten an Töplitz, im Süden an Kemnitz, und im Westen an Krielow und Schmergow (Ortsteile der Gem. Groß Kreutz). Durch den Ort hindurch verläuft die L 90, die im Süden über den östlichen Teil der Gemarkung von Kemnitz (aber am Ortskern vorbei) nach Werder (Havel) führt. Im Norden ist der nächste Ort Schmergow. Die Autobahnabfahrt Phöben der westlich von Berlin verlaufenden A 10 liegt südlich des Ortes auf der Gemarkung von Kemnitz.

## Geschichte
Der Ort wird 1305 im Zusammenhang mit einer Furt über den Grenzgraben zur Gemarkung Schmergow erstmals urkundlich erwähnt (ad fossatum in vado, quod vocatur Vebene). Wem das Dorf zu dieser Zeit gehörte, bleibt unklar. 1324 hatten das Benediktinerinnenkloster Spandau einzelne Landstücke im Dorf. Bis 1343 hat aber wohl das Kloster Lehnin die Oberlehensherrschaft über das Dorf erlangt, das aber bis 1364 noch im Besitz von Hans und Cuno Weddering war. Danach ging das Dorf in den direkten Besitz des Klosters über.
Die Siedlungsform des Ortes wird als Straßendorf mit im rechten Winkel abknickender Zeile charakterisiert. Der Name Phöben wird von Fischer (Namenbuch Zauche) als übertragener Name interpretiert, von Febvin-Palfart, Kanton Fauquembergues, Arrondissement Saint-Omer (Frankreich). Im 12. Jahrhundert lag Febvin-Palfart noch an der flandrisch-französischen Sprachgrenze. Der brandenburgische Ort wurde im Mittelalter und frühen Neuzeit (fast) immer mit e geschrieben, das ö setzte sich erst spät mit der amtlichen Namensform durch. Der 1541 erwähnte Flurname Alten Phöben, nordwestlich vom heutigen Ortskern, könnte darauf hindeuten, dass der heutige Ort möglicherweise nicht der ursprüngliche Ort der Siedlung war. Dort wurde harte Grauware des 13./14. Jahrhunderts und eine jungslawische Scherbe gefunden. Etwa 2 km nordnordwestlich des Ortskerns von Phöben liegt der sog. „Räuberberg“, ein slawischer Burgwall auf einer kleinen Halbinsel, die in die Havel vorspringt. Die Burg war durch zwei Abschnittswälle zur Landseite hin geschützt. In frühdeutscher Zeit wurde darauf eine Burg errichtet. Sie wird jedoch im Landbuch von 1375 nicht mehr erwähnt, ist also schon vorher aufgegeben worden.
Im Jahre 1339 wird bereits ein Krug in Weben erwähnt, der 35 Schillinge jährlich an das Benediktinerinnenkloster Spandau zu bezahlen hatte. 1375 im Landbuch Karls IV. wird das Dorf zwar erwähnt (Pheben), aber nicht näher beschrieben. Allerdings werden einige Einkünfte vom unteren Wehr bei Phöben (impliziert auch die Existenz eines oberen Wehres), vom Fischfang mit Netzen und vom Aalfang (alrepe) in der Havel bei Phöben genannt. Das Wehr (zum Fischfang gebraucht) brachte immerhin 31 Schillinge (weniger ein Pfennig) ein, die Netzfischerei drei Talente und drei Schillinge (weniger drei Oboli) und der Aalfang 16½ Schillinge und ein ½ Pfund Pfeffer.

„Monachorum in Lenyn ... item in inferiori obstaculo prope Pheben 31 solidos minus denario, item ibidem in aquis, que trahuntur cum retibus, 3 talenta et 3 solidos 3 obulis minus; item ibidem in piscatura, que dicitur alrepe, 16½ solidos et ½ libram piperis; ...“

Nach dem Schoßregister von 1450 hatte das Dorf 24 Hufen, davon hat der Pfarrer zwei freie Hufen. Die abgabenpflichtigen Hufen mussten jährlich Pacht und Gartenzins bezahlen. Es gab einen Krug und vier Wehre. 1538 waren es noch 16 Hufen, und es wohnten außerdem elf Kossäten im Dorf. Wegen der großen Entfernung zum Kloster Lehnin mussten Bauern und Kossäten keine Dienste verrichten, sondern bezahlten ein Dienstgeld. 1541 bei der Kirchenvisitation wurden ungefähr 64 Kommunikanten gezählt. 1602 wohnten drei Bauern, 14 Kossäten und drei Hausleute in Phöben. 1605 wird das Schulzengut erwähnt; es hatte 6 Hufen und eine Erbhufe. Die drei Bauern hatten jeweils fünf Hufen unter dem Pflug. 1620 wurde das Schulzengut freigewilliget, d. h. von jeglichen Abgaben befreit, die Hufen wurden an die Kossäten des Dorfes verpachtet. 1624 wird berichtet, dass von den 14 Kossäten neun Fischer waren, die zwei Wehre unterhielten. Außerdem wohnte noch ein Hirte im Dorf. Der Dreißigjährige Krieg traf den Ort schwer. 1652 wohnten noch acht Kossäten im Dorf. 1662 wurde erst ein Bauernhof wieder bewirtschaftet. Auch 1687 waren zwei Bauerngüter und das Schulzengut immer noch wüst. Von den ursprünglich 14 Kossätenstellen waren noch zwei wüst. Alle Kossäten bewirtschafteten eine Mittelhufe und fischten; weiter werden genannt ein Schneider, zwei Hausleute, ein Schenkkrüger und ein Kuhhirte mit seinem Knecht. Bis 1729 war ein weiteres Bauerngut wieder in Bewirtschaftung genommen worden. Es wohnten zwölf Kossäten im Dorf. Das Schulzengut mit sechs Lehn- und einer Erbhufe war inzwischen an die Familie v. Britzke auf Kemnitz verkauft worden. Es wurde nun zum Rittergut. Ein Bauerngut war aber 1729 immer noch wüst. Bei den Kossäten war inzwischen ein Leineweber hinzugekommen, eine Stelle war aber immer noch unbesetzt. 1772 gab es neben dem Rittergut nur (noch) zwei Bauern, inzwischen aber 18 Kossäten. Im Jahr 1801 lebten in Phöben, der Lehnschulze, zwei Ganzbauern, zwölf Büdner, 14 Einlieger, 13 Fischer und ein Krüger, insgesamt gab es 55 Haushaltungen und 267 Einwohner. 1837 wurden 38 Wohnhäuser gezählt. 1858 war auch eine separat vom alten Dorfkern gelegene Ziegelei und eine Windgetreidemühle vorhanden. Die Ziegelei arbeitete bis 1914. Im Jahr 1900 war der Ort auf 78 Häuser gewachsen, 1931 auf 93 Wohnhäuser mit 125 Haushaltungen. Um 1910 wurden Teile des Rittergutes parzelliert und an Obstzüchter verkauft. Nach dem Zweiten Weltkrieg, in der Bodenreform von 1946 erhielt Phöben eine Zulage von 277,2 ha von der Gemeinde Kemnitz und 39,7 ha von der Gemeinde Schmergow. Davon wurden 172,1 ha auf 74 Obstzüchter, 38,9 ha auf 10 Bauern, 11,7 ha auf 3 Neubauern uns 17,6 ha an 13 nichtlandwirtschaftliche Arbeiter. 75,5 ha Wald kamen in Gemeindebesitz. 1955 wurde die erste LPG Typ III mit zunächst 11 Mitgliedern und 160 ha landwirtschaftlicher Nutzfläche gegründet. 1958 folgte die Gründung einer GPG mit drei Mitgliedern. 1960 hatte die LPG Typ III bereits 55 Mitglieder und 464 ha Nutzfläche. 1967 erfolgte der Zusammenschluss mit der LPG Typ III Kemnitz zur LPG Typ III Kemnitz-Phöben. Diese hatte ihren Sitz zunächst im Kemnitz, b 1973 in Phöben. 1961 hatte die GPG bereits 18 Mitglieder und 52 ha Nutzfläche. Sie ging später in der LPG (P) Gewächshauswirtschaft Werder auf.

### Politische Geschichte
Das Dorf gehörte vermutlich seit Beginn des 14. Jahrhunderts, sicher seit 1364 zum Kloster Lehnin. Mit der Säkularisation des Klosters 1542 wurde der Klosterbesitz in ein herrschaftliches Amt umgewandelt, das Amt Lehnin. Dieses wurde 1818/9 aufgelöst, die Aufgaben und Einnahmen wurden nun vom Amt Potsdam übernommen, das 1872 aufgelöst wurde. Im Landbuch von 1375 wird das Dorf zur historischen Landschaft der Zauche gerechnet, aus der sich im 16./17. Jahrhundert zunächst der Beritt Zauche, später der Zauchische Kreis herausbildete. 1816 entstand aus Zauchischem Kreis und dem früheren kursächsischen Amt Belzig der neue Zauch-Belzigsche Kreis oder Kreis Zauch-Belzig, der bis zu seiner Auflösung in der Kreisreform von 1952 Bestand hatte. Danach kam Phöben zum Kreis Potsdam-Land im Bezirk Potsdam der DDR. Nach der Wende wurden zunächst die Bezirke der DDR aufgelöst und die Länder neu gegründet; der Bezirk Potsdam bildete den Kern des Landes Brandenburg. 1992 schloss sich Phöben mit sieben anderen Gemeinden zum Amt Werder zusammen. 1993 wurden die Kreise Belzig, Potsdam-Land und Brandenburg-Land zum neuen Landkreis Potsdam-Mittelmark fusioniert. Zum 31. Dezember 2001 wurde Phöben zusammen mit Glindow und Kemnitz in die Stadt Werder (Havel) eingegliedert. Es ist seither ein Ortsteil der Stadt Werder (Havel).

### Kirchliche Verhältnisse
Phöben war ursprünglich Mutterkirche, wie die Ausstattung mit zwei Pfarrhufen zeigt. 1541 brannte das Pfarrhaus ab. 1672 (bis 1832) wurde Kemnitz Tochterkirche von Alt-Töplitz, ab 1832 von Schmergow. Seit 2004 gehört Phöben wieder zur Evangelischen Kirchengemeinde Alt-Töplitz bzw. zum Pfarrbereich Töplitz.

## Bevölkerungsentwicklung
| Jahr | Einwohner |
| ---- | --------- |
| 1772 | 217       |
| 1801 | 267       |
| 1817 | 240       |
| 1837 | 306       |
| 1858 | 349       |

| Jahr | Einwohner |
| ---- | --------- |
| 1871 | 422       |
| 1885 | 441       |
| 1895 | 451       |
| 1905 | 447       |
| 1925 | 550       |

| Jahr | Einwohner |
| ---- | --------- |
| 1939 | 594       |
| 1946 | 866       |
| 1964 | 670       |
| 1971 | 625       |
| 1981 | 579       |

| Jahr | Einwohner |
| ---- | --------- |
| 1991 | 522       |
| 2000 | 620       |
| 2008 | 719       |

- Quelle:[4][5]

## Sehenswürdigkeiten

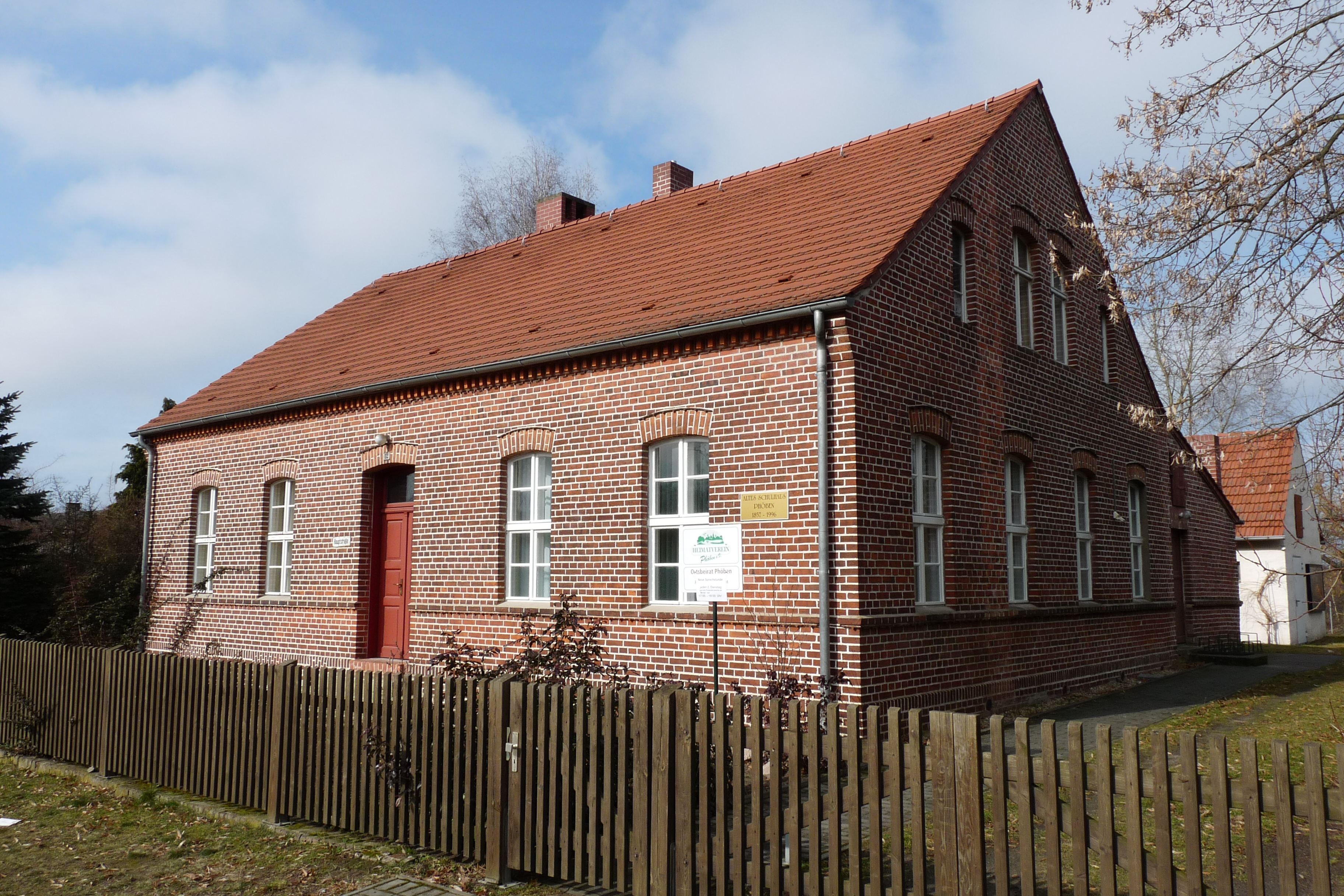
Dorfschule

- Dorfkirche. Die Kirche ist ein verputzter rechteckiger Saalbau von 1758, der um 1860 um Apsis und eingezogenem Westturm erweitert wurde. Auch die Fenster und die Putzgliederung wurde verändert. Im Innenraum ist die Decke en Voute. Die Polygonale Kanzel stammt wohl von 1856, die kurze Hufeisenempore auf toskanischen Säulen dagegen noch aus der Bauzeit. Die Kirche wurde 2003-5 umfassend saniert.
- Wiesengut Phöben. Das Anwesen bestehend aus Wohnhaus, Küchenflügel, Bootshaus, Garage mit Taubenhaus, Inspektorenhaus, Stallgebäude, Torhaus, Speichergebäude und Gartenanlage mit Einfriedung wurde 1925 nach einem Entwurf des Architekten Wilhelm Büning (Berlin) für den niederländischen Komponisten Bouke Annes Visser errichtet. Einige Wirtschaftsgebäude werden noch genutzt, der größere Teil der Gebäude sind im Verfall begriffen.
- Dorfschule, Hauptstraße 12. Die Dorfschule am westlichen Ortsausgang, ein eingeschossiger roter Sichtziegelbau wurde 1856/7 errichtet.
- Schmiede, Hauptstraße 13. Die Schmiede am westlichen Ortsende wurde 1909 errichtet. Es handelt sich um einen Kalksandsteinbau mit schlichter Fasse und einem von zwei großen Fenster flankierten mittigem Einfahrtstor mit Treppengiebel.

### Bodendenkmale
Die Bodendenkmale und Funde auf der Gemarkung Phöben erstrecken sich von der Steinzeit bis ins Mittelalter und frühe Neuzeit. Die ungewöhnliche Häufung der Fundstellen zeigt, dass die Gegend um Phöben seit der Steinzeit ein beliebter Siedlungsplatz war. Dabei beschränken sich die Siedlungsreste auf die Niederungsränder zur Havel hin, aber auch nach Westen zum ehemaligen Krielower See (oder Krielower Luch) oder zum Torfgraben und zum Grenzgraben. Die große Sandinsel der Phöbener Berge südlich des Dorfes mit Wachtelberg (83,7 m) und Haakberg (87,9 m) blieb unbesiedelt.
Die Denkmalliste des Landes Brandenburg Lkr. Potsdam-Mittelmark verzeichnet für Phöben drei Baudenkmale und zwölf Bodendenkmale.
- Nr. 30755 Flur 2/Neu Töplitz, Flur 7/Phöben: eine Produktionsstätte des Mittelalters
- Nr. 30426 Fluren 5 und 7: eine Siedlung des Neolithikums, eine Siedlung des slawischen Mittelalter, Hortfund Bronzezeit, Einzelfund Neuzeit, Dorfkern deutsches Mittelalter
- Nr. 30601 Fluren 1 und 7: ein Burgwall aus dem slawischen und deutschen Mittelalter (sog. Räuberberg)
- Nr. 30746 Fluren 4 und 5: eine Siedlung der römischen Kaiserzeit, eine Siedlung des deutschen Mittelalter, eine Siedlung des Neolithikum, eine Siedlung der Bronzezeit, eine Siedlung der Eisenzeit, eine Siedlung aus dem slawischen Mittelalter
- Nr. 30747 Flur 4: ein Gräberfeld der Eisenzeit, eine Siedlung der Eisenzeit
- Nr. 30748 Flur 3: eine Siedlung des Neolithikum
- Nr. 30749 Fluren 6 und 7: eine Siedlung der römischen Kaiserzeit, ein Gräberfeld der Bronzezeit, eine Siedlung der Eisenzeit, eine Siedlung des deutschen Mittelalter, ein Gräberfeld der Eisenzeit, eine Siedlung des Neolithikum und eine Siedlung der Bronzezeit
- Nr. 30751 Flur 6: ein Gräberfeld der Bronzezeit, ein Gräberfeld der Eisenzeit
- Nr. 30752 Fluren 4 und 5: ein Gräberfeld der Bronzezeit, ein Gräberfeld der Völkerwanderungszeit, ein Gräberfeld des slawischen Mittelalter, ein Gräberfeld der römischen Kaiserzeit, ein Gräberfeld der Eisenzeit, ein Gräberfeld des Neolithikum
- Nr. 30753 Flur 4: ein Gräberfeld der Bronzezeit, ein Gräberfeld der Eisenzeit
- Nr. 30760 Flur 5: eine Siedlung der römischen Kaiserzeit, eine Siedlung der Eisenzeit
- Nr. 30759 Fluren 2 und 3/Phöben, Flur 5/Schmergow: eine Siedlung der römischen Kaiserzeit, eine Siedlung der Eisenzeit

## Wirtschaft
Bis in das 20. Jahrhundert hinein beschränkt sich die Wirtschaft Phöbens auf die Landwirtschaft, die Fischerei in der Havel, ein Windgetreidemühle und eine Ziegelei, die sich nördlich des Dorfes (Wiesengrund) angesiedelt hatte. Am westlichen Dorfende befand sich eine Sandgrube. Um 1910 begann der Obstanbau in Phöben. 1950 wurde auf 106 ha Obst angebaut. Bis 1982 wurde die Obstanbauflächen auf 273 ha erweitert. Nach der Wende richtete sich das Dorf mehr auf Fremdenverkehr und Freizeitaktivitäten aus. Zwischen 1994 und 1996 wurde auf der benachbarten Gemarkung Kemnitz ein Golfplatz mit einer 27-Loch-Anlage angelegt, der sich im nordwestlichen Teil noch auf Phöbener Gemarkung erstreckt. Die Planungen für eine Polo- und Reitanlage reichen bis 1994 zurück. Aber erst 1998/99 wurden Polofelder angelegt und im Jahre 2000 wurde darauf erstmals gespielt. Damals begann auch der Bau einer Stallanlage für 130 Pferde und einer Reithalle. Ein weiterer Reiterhof hat sich auf dem Gelände der Agrargenossenschaft (in Richtung Schmergow) niedergelassen. Durch den Ort führen ausgeschilderte Radwanderwege. In der Seestraße gibt es eine Naturbadestelle.

## Weinbau
Seit 1996 wird auf dem Phöbener Wachtelberg, nicht zu verwechseln mit dem Werderaner Wachtelberg, wieder Wein angebaut. Auf einer Fläche von etwas mehr als einem Hektar wachsen die Rebsorten Dornfelder, Regent, Weißburgunder, Merzling, Sauvignon Gris, Trollinger und Riesel.

## Naturschutzgebiet Krielower See
Der westlichste Teil der Gemarkung Phöben, der früher vom heute fast verlandeten Krielower See (oder früher auch Krielower Luch) eingenommen wurde, gehört zum 155 ha großen Naturschutzgebiet Krielower See, das 2004 eingerichtet wurde.

## Anmerkung
1. ↑  Ein Talent = 20 Schillinge, also drei Talente = 60 Schillinge Schulze, Landbuch, S. 462
2. ↑  Ein Pfund Pfeffer war etwa 7½ Groschen wert, ein Groschen = 8 Pfennige, also ½ Pfund Pfeffer = 30 Pfennige; vgl. ein Scheffel Roggen oder Gerste kostete 10 Pfennige Schulze, Landbuch, S. 462